# 1086
| Calendário gregoriano                                                        | 1086 MLXXXVI                                         |
| Ab urbe condita                                                              | 1839                                                 |
| Calendário arménio                                                           | 535 – 536                                            |
| Calendário bahá'í                                                            | -758 – -757                                          |
| Calendário budista                                                           | 1630                                                 |
| Calendário chinês                                                            | 3782 – 3783 Início a 18 de janeiro (aproximadamente) |
| Calendário copta                                                             | 802 – 803                                            |
| Calendário etíope                                                            | 1078 – 1079                                          |
| Calendários hindus - Vikram Samvat - Calendário nacional indiano - Cáli Iuga | 1141 – 1142 1007 – 1008 4186 – 4187                  |
| Calendário Holoceno                                                          | 11086                                                |
| Calendário islâmico                                                          | 479 – 480                                            |
| Calendário judaico                                                           | 4846 – 4847                                          |
| Calendário persa                                                             | 464 – 465                                            |
| Calendário rúnico                                                            | 1336                                                 |
| Calendário solar tailandês                                                   | 1629                                                 |

1086 (MLXXXVI, na numeração romana) foi um ano comum do século XI do Calendário Juliano, da Era de Cristo, e a sua letra dominical foi D (53 semanas), teve início a uma quinta-feira e terminou também a uma quinta-feira.
No território que viria a ser o reino de Portugal estava em vigor a Era de César que já contava 1124 anos.
| Ano completo                        |
| ----------------------------------- |
| Ano comum com início à quinta-feira |

## Eventos
- Os Almorávidas derrotam Afonso VI de Castela em Zalaca.
- Vinda de D. Raimundo e de Henrique de Borgonha, conde de Portucale à Península Ibérica como cruzados.
- Primeiro documento escrito referenciando Argoncilhe, atestando a doação, por Sancha Bermudes, de vários prédios da "villa de Eldriz" (Aldriz) à Igreja de S. Martinho.

## Nascimentos
- 20 de Agosto - Boleslau III da Polónia, Grão-Duque da Polónia m. 1138.

## Mortes
- 17 de Julho - Canuto, o Santo, rei da Dinamarca.
- 25 de Setembro - Guilherme VIII da Aquitânia, nasceu em 1024.